# Sessa (cognome)
Sessa è un cognome di lingua italiana.

## Varianti
Sessi, Sesso.

## Origine e diffusione
Cognome tipicamente meridionale, è presente prevalentemente in Campania.
Potrebbe derivare dai toponimi Sessa Aurunca e Sessa Cilento.

## Persone
- Luigi Sessa (1867-1931) – agronomo italiano
- Luigi Sessa (1886-1926) – calciatore e arbitro di calcio italiano
- Luigi Sessa (1887-1959) – imprenditore italiano